# Lythria extremaria
Lythria extremaria är en fjärilsart som beskrevs av Obraztsov 1934. Lythria extremaria ingår i släktet Lythria och familjen mätare. Inga underarter finns listade i Catalogue of Life.